# Евангелическая церковь Аугсбургского исповедания в Австрии

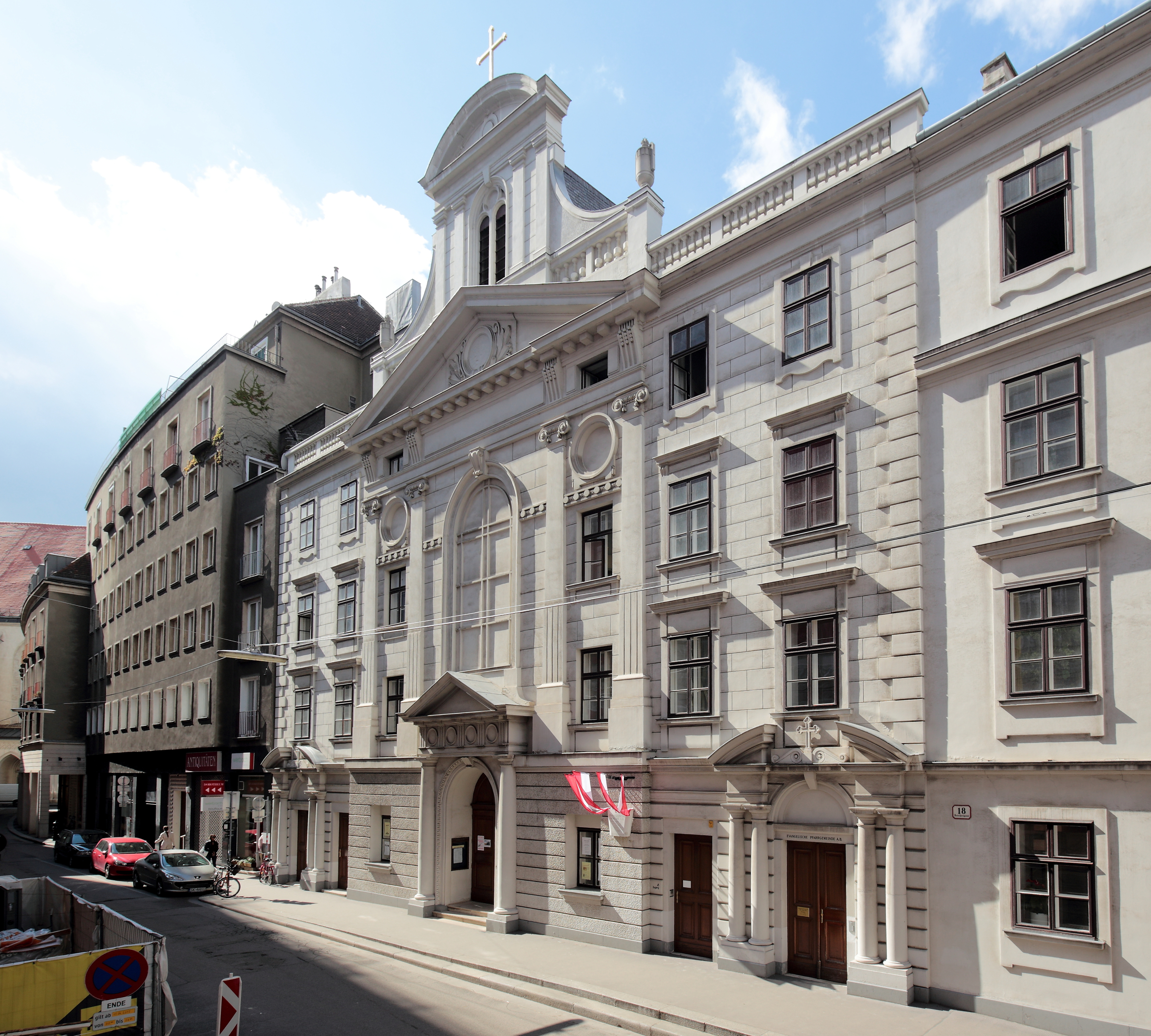
Лютеранская городская церковь в Вене

Евангелическая церковь Аугсбургского исповедания в Австрии (нем. Evangelische Kirche A.B. in Österreich), сокращенно Евангелическая церковь А. И. в Австрии, является Евангелическо-лютеранской церковью Австрии. Церковь основана на канонах Аугсбургского исповедания (лат. Confessio Augustana, нем. Augsburger Bekenntnis). Аугсбургское исповедание состоит из 28 вероучительных положений (артикулов) и до сих пор является одной из основных богословских норм для лютеран. Аугсбургское исповедание — самый ранний из официальных вероисповедальных документов. Документ был выработан Меланхтоном и одобрен Лютером как изложение исповедания веры лютеранской церкви. Он был представлен Карлу V на рейхстаге в Аугсбурге 25 июня 1530 года, вошедшем в историю как Аугсбургский рейхстаг. Католики в ответ написали папское опровержение (Confutatio Pontificio), а от лица православных ответил Константинопольский патриарх Иеремия II.
В дальнейшем, в латинском издании 1540 года, Меланхтон изменил учение о причащении в интересах сближения с кальвинистами, отчего стало две редакции Аугсбургского исповедания: invariata и variata. Последняя из них принималась за основу при заключении всех религиозно-политических договоров. Аугсбургское исповедание во второй редакции было подписано Жаном Кальвином и другими немецкими реформатами, и поэтому из лютеранского исповедания оно превратилось в общепротестантское вероисповедание.
На конец 2015 года в Австрии Евангелической церкви Аугсбургского исповедания принадлежало 194 лютеранских прихода и насчитывалось 292 578 (в 2014 году — 295 568) прихожан, или 3,36 % от общей численности населения.
Во главе Церкви стоит Епископ.

## История

### XVI и XVII столетия
Труды Мартина Лютера были напечатаны в австрийской части Священной Римской Германской империи в 1520-е годы, особенно в Вене и Вроцлаве. Началом евангелического движения в Австрии датируется 12 января 1522 года, когда Пауль Сператус прочитал первую евангелическую проповедь в Венском соборе святого Стефана. В 1524 году Каспар Таубер (нем. Caspar Tauber) стал первым протестантским мучеником (нем. Märtyrer) в Австрии. Только заключив в 1555 году Аугсбургское соглашение закончилось, правда ненадолго, противостояние между католиками и протестантами. Это соглашение было заключённо 25 сентября 1555 года на рейхстаге в Аугсбурге между лютеранскими и католическими субъектами Священной Римской империи и римским королём Фердинандом I, действовавшим от имени императора Карла V. Аугсбургский мир признал лютеранство официальной религией и установил право имперских сословий на выбор вероисповедания. Условия договора имели статус имперского закона, легли в основу государственного устройства Священной Римской империи нового времени и обеспечили восстановление политического единства и стабильности в Германии на протяжении второй половины XVI века. В то же время Аугсбургский мир не признал свободы вероисповедания подданных империи, что привело к возникновению принципа cujus regio, ejus religio и создало почву для возобновления конфессионального противостояния. Система, созданная на основе Аугсбургского мира, распалась в начале XVII века, что стало одной из причин Тридцатилетней войны.
Хотя религиозная свобода была предоставлена в принципе, но на практике она появилась только тогда, когда император ввёл реформацию. Однако, несмотря на несколько ходатайств австрийской аристократии (нем. Österreichischer Adel) и княжеских городов, в дальнейшем активизировалась и одержала победу в наследственных землях Контрреформация, и Австрия стала оплотом католицизма на немецкой земле, что привело к эмиграции протестантов.
С 1600 года началось осуществляться систематическое гонение на протестантов и сжигание протестантских книг. Но лютеранские писания доставлялись контрабандным путём из других частей империи. Путём применения штрафов, жителей принуждали принимать католическое вероисповедание, что вызвало из империи несколько волн эмиграции. После Крестьянской войны в Верхней Австрии 1626 года (нем. Oberösterreichischer Bauernkrieg) официальная корпоративная церковность фактически прекратила свое существование.
Наступили тяжёлые время для евангельской доктрины — это было время тайного протестантизма (нем. Kryptoprotestantismus) в Зальцбурге (нем. Salzburger Exulanten) для простолюдинов и трансмигрантов (нем. Landler und Transmigranten).

### XVIII и XIX столетия
Протестанты и католики были уравнены в правах только в правление Иосифа II в 1781 году.
Только путём издания «Толерантного патента» (нем. Toleranzpatent) Иосифом II в октябре 1781 года у протестантов появилась возможность, по которой они могли образовывать собственные общины Евангелической церкви Аугсбургского и Гельветского исповедания. «Толерантным патентом» были установлены нижние пределы для организации протестантских общин: 500 человек или 100 семей. Культовые строения не могли иметь башню. Между 1781 и 1785 гг. в Австрии появилось 48 толерантных общин (нем. Toleranzgemeinde). Одними из первых среди них были общины Рамзау-ам-Дахштайн, Бад-Гойзерн, Гозау, Вельс и Вена. На конец 1785 года уже более 107 000 человек были «зарегистрированы» протестантами в бывшей Цислейтании.
Протестантская церковь в 19-го веке в Австрии продолжает строить школы, церкви и больницы. После 1848 г. протестантские приходы были наделены правом для регистрации рождений. Император Франц Иосиф I 8 апреля 1861 г. издал «Протестантский патент» (нем. Protestantenpatent). По этому закону, в первую очередь, протестантская церковь получила относительное юридическое равенство. В иерархии Церкви было установлено четыре уровня:
- Приход (нем. Pfarrgemeinde),
- сеньорское сообщество (нем. Senioratsgemeinde),
- суперинтендентское сообщество (нем. Superintentialgemeinde) и
- Общее сообщество (нем. Gesamtgemeinde).[8]

### Двадцатое столетие
После распада монархии в 1918 году, «старая» протестантская церковь Австрии была разделена между государствами-преемниками: 
- Евангелическая Суперинтендентура Галиции стала Евангелической церковью Аугсбургского и Гельветического Исповедения в Малой Польше (Evangelische Kirche Augsburgischen und Helvetischen Bekenntnisses in Kleinpolen) (после репатриации немцев Галиции в 1939 году самораспустилась, ещё в 1926 году из неё выделилась Украинская евангелическая церковь Аугсбургского исповедения, в 1996 году восстановлена как Украинская лютеранская церковь);
- Евангелические суперинтендентуры Аугсбургского исповедения Аша, Западной Богемии, Восточной Богении, Моравии и Силезии, Евангелические суперинтендентуры Гельветического исповедания Богемии и Моравии были разделены на:
  - Евангелическую церковь Чешских братьев
  - Силезскую евангелическая церковь Аугсбургского вероисповедения в Чехии
  - Немецкую евангелическую церковь Богемии, Моравии и Силезии (Deutsche Evangelische Kirche in Böhmen, Mähren und Schlesien) (с 1940 года Немецкая Евангелическая Церковь Судетского Края и Протектората (Deutsche Evangelische Kirche im Sudetengau und im Protektorat), в 1945 году прекратила существование)
  - Сениорат Евангелических общин Аугсбургского вероисповедания в Восточной Силезии (Seniorat der Evangelischen Gemeinden Augsburger Bekenntnisses in Ostschlesien)[9] (в 1940 году присоединён к Силезской епархии Евангелической Церкви Прусской Унии в 1945 году ликвидирован).

В 1924 году приходы Евангелической церкви Венгрии расположенные в Бургенланде перешли в ЕЦАИА образовав Евангелическое суперинтенданство Аугсбургского исповедания Бургенланда. С 1939 по 1945 г. все приходы из-за аншлюса Австрии были интегрированы в Немецкую евангелическую церковь. Генеральный Синод Евангелической церкви Аугсбургского и Гельветского исповедания в 1949 году принял новую церковную конституцию. После Второй мировой войны 80.000 беженцев были интегрированы в австрийскую церковь. В 1961 году Церковь, в так называемом протестантском законе (Федеральный закон о правовом положении Евангелической церкви), получила полную юридическую свободу. Данным законом было юридически закреплено равенство протестантских церквей с Римско-католической Церковью. Этот закон был принят в качестве конституционного права.

### Расположение
Регионы с наиболее высоким евангелическо-лютеранским населением Австрии располагаются в Бургенланде (особенно округ Оберварт), в Центральной Каринтии, в штирийской части долины Энсталь (нем.) (нем. Steirisches Ennstal) и в Зальцкаммергуте.
Политические общины с протестантским большинством (по данным переписи 2001 года):
- в Бургенланде: Бернштайн, Висфлекк, Гольс, Лойперсбах-им-Бургенланд, Мариасдорф, Маркт-Алльхау, Мёрбиш-ам-Зе, Обершютцен, Ридлингсдорф, Пёттельсдорф и Эльтендорф;
- в Верхней Австрии: Гозау;
- в Каринтии: Арриах, Африц-ам-Зе, Вайсензе, Гичталь, Требезинг, Фельд-ам-Зе, Фрезах и Штоккенбой;
- в Штирии: Рамзау-ам-Дахштайн.

## Структурная организация

### Церковные приходы
В организационном плане базовой ячейкой церкви является церковный приход, управляемый конгрегацией, в состав которой входят пастыри, ответственные за богослужения, организацию таинств и обучение, а также выборные из состава прихожан мирские старейшины, высшие органы приходских общин - общинные представительства (gemeindevertretung), исполнительные органы - пресвитериум (presbyterium).
По данным на конец 2015 года на территории Австрийской Республики расположено 194 церковных прихода Евангелической церкви Аугсбургского исповедания, расположенных в семи суперинтендентствах, не считая эксклав — викариат в федеральной земле Форарльберг, входящий в состав Евангелическо-лютеранской церкви Баварии.
Каждая, из почти 200 общин, выбирает своих представителей в совет общины на срок шесть лет (нем. Gemeindevertretung). Пастор или пасторы церковных приходов, расположенных на территории местных советов, выполняют свои полномочия в качестве рядовых членов данных советов. В задачи муниципального совета входят избрание пресвитера из их числа и аудиторов, а также утверждения бюджета и годовой бухгалтерской отчетности сообщества.
Пастор или пасторы автоматически подчиняются пресвитеру (нем. Kirchengemeindeleitung), избранному муниципальным советом. Пресвитер в общине выполняет все обязанности избранника, за исключением тех областей, которые не входят в его компетенцию — функционирование и управление сообществом, составление бюджета и проведением выборов. Пресвитеры также избирают представителей Вселенской Церкви.
Пресвитер (нем. Pfarrerfunktionsträger), как должностное лицо, возглавляет духовное руководство общины. Вместе с куратором (нем. Kurator), выбираемым из пресвитеров, он представляет муниципалитет и за пределами общины. Пастора выбирают сами члены общины. В большинстве муниципальных образований есть только один пастор, лишь только в крупных населенных пунктах их несколько.
Списки всех церковных приходов Евангелической церкви Аугсбургского исповедания представлены индивидуально для каждого из суперинтендентств.

### Суперинтендентства
Евангелическая церковь Аугсбургского исповедания Австрии состоит из викариатской церкви в Форарльберге (Евангелическо-лютеранская церковь Баварии) и семи суперинтендентств (нем. Superintendenturen) Евангелической церкви А. И. в Австрии, которые в своей основе ориентированы на земли Австрии:
- Евангелическое суперинтендентство Аугсбургского исповедания Бургенланда, без политических общин Бруккнойдорф[17][18] и Рудерсдорф[19];
- Евангелическое суперинтендентство Аугсбургского исповедания Вены, включая политические общины Герасдорф-бай-Вин[20], Грос-Энцерсдорф[21], Фишаменд[22], Химберг[22] и Швехат[22];
- Евангелическое суперинтендентство Аугсбургского исповедания Верхней Австрии, включая три политические общины федеральной земли Зальцбург (Русбах-ам-Пас-Гшютт, Санкт-Гильген и Штробль);
- Евангелическое суперинтендентство Аугсбургского исповедания Зальцбурга и Тироля без регионов Лунгау (нем. Lungau) и Восточный Тироль, политических общин Русбах-ам-Пас-Гшютт, Санкт-Гильген, Штробль и планировочного региона Энспонгау (нем.);
- Евангелическое суперинтендентство Аугсбургского исповедания Каринтии и Восточного Тироля;
- Евангелическое суперинтендентство Аугсбургского исповедания Нижней Австрии с анклавом Бруккнойдорф (Бургенланд)[17][18], без политических общин Герасдорф-бай-Вин[20], Грос-Энцерсдорф[21], Фишаменд[22], Химберг[22] и Швехат[22];
- Евангелическое суперинтендентство Аугсбургского исповедания Штирии с анклавами в Бургенланде (политическая община Рудерсдорф)[19] и Зальцбурге (регион Лунгау и планировочный регион Энспонгау (нем.)).

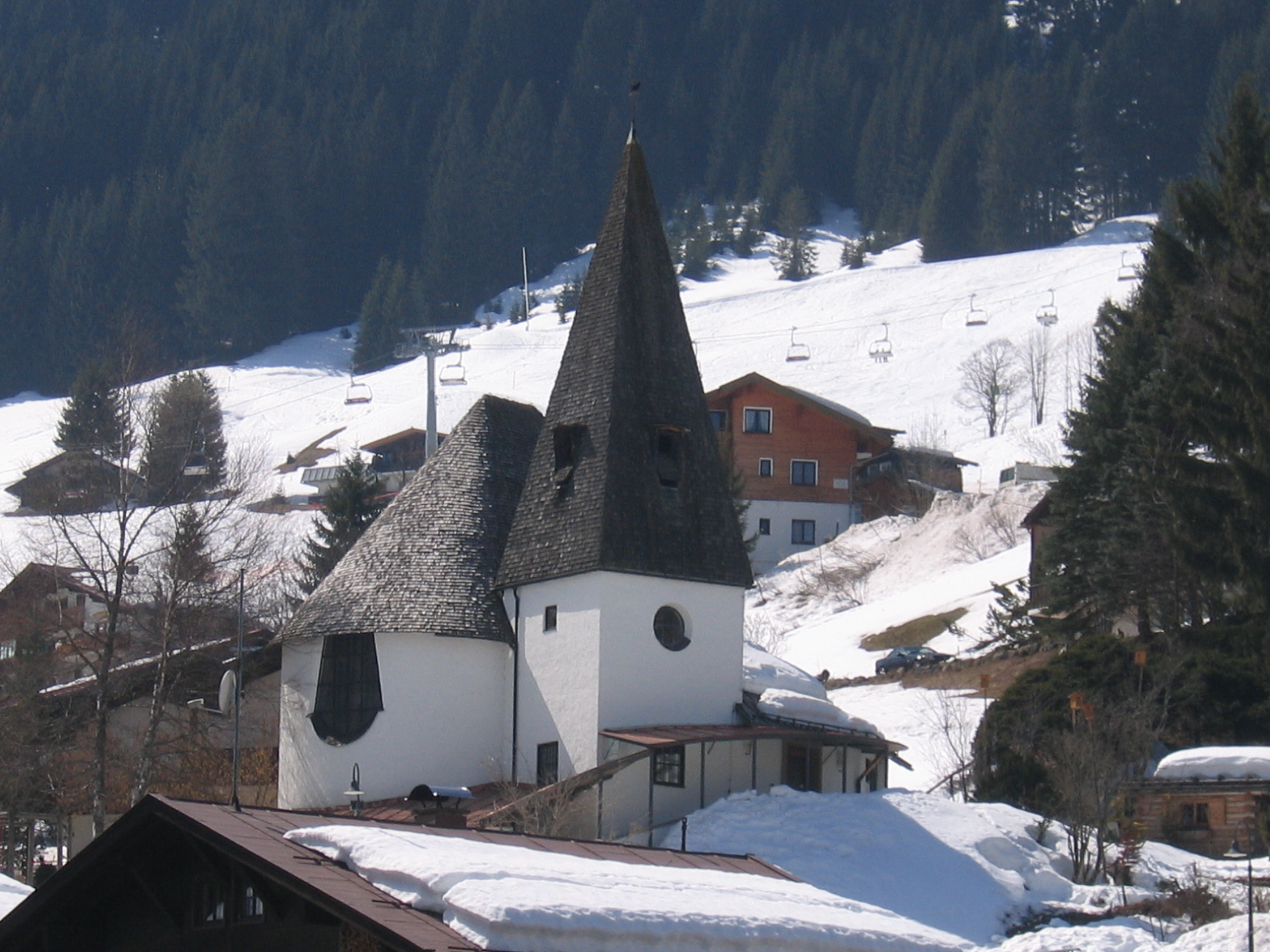
Викариатская церковь Хиршегг-Клайнвальзерталь

Викариатская церковь Хиршегг-Клайнвальзерталь (нем. Hirschegg / Kleinwalsertal) является эксклавом Евангелическо-лютеранской церкви Баварии (нем. Evangelisch-Lutherische Kirche in Bayern (ELKB)). На остальной территории Форарльберга есть только экуменические евангелические реформатские церкви Гельветического исповедания.
Каждое из семи управлений суперинтендентств возглавляет его духовный лидер — суперинтендент, высшие органы суперинтендантур - суперинтендантские собрания (superintendentialversammlung), исполнительные - суперинтендантские комитеты (superintendentialausschuss).
См. также: Список евангелических суперинтендентов Австрии (нем. Liste der evangelischen Superintendenten in Österreich).

### Управление

Роза Лютера — эмблема лютеранских церквей

Построение Евангелической церкви Аугсбургского исповедания в Австрии основано на пресвитериально-синодальном принципе. Центральные органы и должностные лица находятся в Синоде (нем. Synode) и в Высшем церковном совете (нем. Oberkirchenrat), над которыми возвышается Епископ.
- Синод[24] определяет богословские принципы Церкви и утверждает бюджеты и счета отдельных общин.
- Высший церковный совет[24] со штаб-квартирой в Вене руководит Церковью, является высшим административным органом и представляет её извне.
- Епископ избирается Синодом двумя третями голосов на срок до двенадцати лет, с возможностью дальнейшего продления срока. Переизбрание возможно. Академическая подготовка для пастырей является обязательным условием. Епископ также является официальным лицом, ответственным за духовное руководство Евангелической церкви Аугсбургского исповедания в Австрии.[13][24]

Управление Церкви располагается в Евангелическом центре (нем. Evangelische Zentrum), расположенном в обсерватории венского района Веринг.

### Евангелическая церковь в Австрии
Евангелическая церковь Аугсбургского и Гельветского исповедания Австрии (нем. Evangelische Kirche A.u.H.B. in Österreich) — объединение двух самостоятельных Церквей: Евангелической церкви Аугсбургского исповедания Австрии (лютеранской) и Евангелической церкви Гельветского исповедания Австрии (кальвинистской). Обе Церкви являются юрлицами (нем. Religionsunterricht) и существуют в качестве двух отдельных юридически признанных Церквей в виде открытых акционерных обществ (нем. Kirchenbeitragswesen). Церкви вместе решают общие для них административные вопросы. Таким образом, обе церкви опираются на общую конституцию (нем. Kirchenbeitragswesen) в управлении и осуществляют совместное религиозное воспитание прихожан.
По данным на конец 2015 года Лютеранская церковь в Австрии (292578 прихожан) насчитывала почти в 22 раза больше прихожан, чем её «сестра», реформатская кальвинистская церковь Гельветского исповедания (13605 прихожан).

### Межконфессиональное и международное сотрудничество

Логотип Всемирной лютеранской федерации (ВЛФ)

В Австрии церковь сотрудничает со Всемирным советом церквей в Австрии (нем. Ökumenischen Rat der Kirchen in Österreich, ÖRKÖ).
Кроме того, Евангелическая церковь принадлежит к:
- Всемирной лютеранской федерации (нем. Lutherischen Weltbund), которая представляет крупнейшую международную организацию лютеранских церквей;
- Сообществу протестантских церквей в Европе (нем. Gemeinschaft Evangelischer Kirchen in Europa (GEKE))[29];
- Конференции Европейских Церквей (нем. Konferenz Europäischer Kirchen)[30].

Также Церковь представлена двумя Церквями в международном Всемирном совете церквей (ВСЦ).

### Средства массовой информации
В большинстве приходов регулярно публикуются церковные письма.
Другая работа со СМИ (epdÖ — протестантская пресс-служба в Австрии, SAAT — протестантская газета «Посев» для прихожан Австрии, программы на официальном радио и телевидении Австрии ORF) проводится вместе с Евангелической церковью Аугсбургского и Гельветского исповедания Австрии.

## Статистика
Евангелическая церковь Аугсбургского исповедания в Австрии по данным на 31 декабря 2015 года:
- Всего прихожан — 292.578 человек,

в том числе по суперинтендентствам:
- Бургенланд — 32.437 человек;
- Вена — 52.486 человек;
- Верхняя Австрия — 50.124 человека;
- Зальцбург и Тироль — 28.890 человек;
- Каринтия и Восточный Тироль — 49.702 человека;
- Нижняя Австрия — 39.190 человек;
- Штирия — 39.749 человек.

- Всего церковных приходов — 194,

в них:
- занято пасторов с неполным рабочим днём — 263 человека (76 женщин и 187 мужчин).

- Получающих церковное образование — 20 человек,

в том числе:
- на викария — 16 человек (9 женщин и 7 мужчин);
- кандидаты на приход — 4 человека (3 женщины и 1 мужчина).

- Прихожане:

- покинувшие церковь в 2014 году — 4.262 человека;
- покинувшие церковь в 2015 году — 4.264 человека;
- принятые в церковь в 2014 году — 746 человека;
- принятые в церковь в 2015 году — 743 человека;
- число крещений в 2014 году — 2.720;
- число крещений в 2015 году — 2.707;
- похоронных обрядов в 2014 году — 3.644;
- похоронных обрядов в 2015 году — 3.794.